# Liste der Monuments historiques in Dourdain
Die Liste der Monuments historiques in Dourdain führt die Monuments historiques in der französischen Gemeinde Dourdain auf.

## Liste der Objekte
| Bezeichnung                                              | Beschreibung                  | Standort                       | Kennzeichnung | Schutzstatus | Datum | Bild           |
| -------------------------------------------------------- | ----------------------------- | ------------------------------ | ------------- | ------------ | ----- | -------------- |
| Elf Bleiglasfenster, z. B. Ludwig der Heilige (Dourdain) | von 1882 bis 1884 hergestellt | in der Kirche St-Pierre (Lage) | PM35001964    | Inscrit      | 1985  | weitere Bilder |